# Георги Шопов (търговец)
Георги Василев Шопов е български възрожденски търговец и общественик.

## Биография
Георги Шопов е роден през 1823 година в Калофер, тогава в Османската империя. Учи в килийно училище в родния си град, а после гръцки и български в Карлово при учителя Райно Попович. Заедно с брат си Иван отиват при баща си в Цариград, след което учат в гръцкото търговско училище на остров Халки и в Атина. Георги Шопов се връща в Цариград и постъпва в търговската къща на Георги Золотич, а след няколко години заминава за Исмаил, където натрупва основното си богатство. 
Дарява пари за приют за стари бедни и болни хора, построен върху изгорен от турците през 1877 година метох. След това дава пари да се възстанови и църквата. Дава общо 700 лири и по 80 наполеона за поддръжка на приюта до към 1914 година. След това с над 1 000 наполеона възстановява църквата „Света Богородица“ и девическото училище в града (днес гимназия „Георги Шопов“), на която има надпис „Съградено с иждивението на родолюбивий и ученолюбивий ни съотечественик Георгия х. В. Шопов 1890“. Със свои пари изпраща деца от Калофер да се учат на занаяти в Европа, отпуска 9 500 лева и през 1892 година задължава кмета Димо Калфов да се грижи за средствата. Пак с негови пари учителят Ганьо Христов от Чирпан е изпратен във Франция да учи медицина. 
Дарява средства за покупка на сградата на българското училище „Св. Климент“ в Солун. Подарява за съграждането на българска девическа гимназия в Солун и санаториум за гръдоболни в България 50 000 лева.
Умира през 1918 година на 95-годишна възраст в Одеса. Универсален наследник бил определен племенникът му Георги Матеев Шопов.
В двора на нявгашния Долен женски метох пред църквата стои надгробен гранитен обелиск с надпис: „На блаженнопочившите х. Васил Генков Шопов и Мата Иванова Шопова от синовете им Георги и Матей, въздигнат в август 1899 г.“